# Aheloi
Aheloi (în bulgară Ахелой) este un oraș în comuna Pomorie, regiunea Burgas,  Bulgaria. 

## Demografie
Componența etnică a orașului Aheloi
     Bulgari (93,11%)
     Romi (1,01%)
     Nicio identificare (4,49%)
     Altele (1,49%)
La recensământul din 2011, populația orașului Aheloi era de 2.469 locuitori. Din punct de vedere etnic, majoritatea locuitorilor (93,11%) erau bulgari, cu o minoritate de romi (1,01%). Pentru 4,49% din locuitori nu este cunoscută apartenența etnică.